# Ys (série de jeux vidéo)
Pour les articles homonymes, voir YS.
 (mars 2025).
Si vous disposez d'ouvrages ou d'articles de référence ou si vous connaissez des sites web de qualité traitant du thème abordé ici, merci de compléter l'article en donnant les références utiles à sa vérifiabilité et en les liant à la section « Notes et références ».
Ys est une série de jeux vidéo développés par la société japonaise Nihon Falcom et produit par Nihon Falcom, édité en Europe et aux États-Unis par Konami (Ys 6) ou XSEED Games (Ys 1, 2, 5, 7), DotEmu (Ys Origin) et NISA (Ys 8, 9 et 10). Cette série, entamée dans les années 1980, s’est vue déclinée sur un grand nombre de plates-formes du MSX à la PlayStation 5. Elle est fondée sur la légende bretonne de Ys.
Série de jeux vidéo d’action-aventure classique prenant place dans un monde médiéval ressemblant fort à une décalque du nôtre vers le début du Moyen Âge. Le gameplay des premiers épisodes d’Ys était basé sur un principe simple, qui était de foncer tête baissée dans les adversaires pour les blesser, les dommages étant calculés en fonction du point d’impact. Les épisodes suivants ont toutefois évolué vers un gameplay plus classique, proche des Zelda ou de Seiken Densetsu.
Les musiques de la série sont l’œuvre de plusieurs compositeurs s’étant succédé au fil du temps dont Yuzo Koshiro (Streets of Rage, Actraiser) et la fameuse JDK Sound Team ou JDK Band, formation d’inspiration rock/hard rock progressif.

## Histoire
Dans une Europe qui traverse un âge inconnu de l’histoire, la cité d’Ys, joyau d’une civilisation avancée, est soumise à l’invasion de démons sortis des enfers. Un cataclysme va l’obliger à disparaître dans les cieux. La ville est ainsi séparée de l’île sur laquelle elle se situait, laissant une partie de la population livrée à elle-même.
Les siècles qui vont suivre ce bouleversement vont demeurer très difficiles pour les habitants de l’île qui se réfugient respectivement dans la ville fortifiée de Minea et le village de Zepik. Depuis près de 700 ans, ces lieux sont constamment assiégés par des monstres ou des entités démoniaques. Mais l’oracle du peuple, Sarah Tovah, a prédit la venue d’un héros légendaire qui serait capable de changer cette situation…
Sur les côtes de l’actuelle France, dans une ville imaginaire du nom de Promarock, Adol Christin, jeune aventurier passionné par les mythes en tout genre, décide de partir pour l’île d’Esterior (nom donné à l’ancienne Ys depuis le continent). Il parviendra à traverser l’océan et sera pris dans une tempête extrêmement violente. Il échouera sur une plage de l’île et sera recueilli par les habitants de Minea. Son aventure commence à peu près à cet instant.
Adol découvrira notamment la plupart des secrets d’Ys au travers des 6 grimoires légendaires de la cité, volés par Dark Fakt, un puissant sorcier descendant d’une famille de prêtres de la cité d’Ys. Celui-ci deviendra le seigneur de la tour de Darm et il parviendra à maintenir captives les déesses d’Ys, Feena et Reah.
Adol finit par le vaincre après avoir escaladé la tour. Cet affrontement clôt le premier épisode de la série par une fin directement ouverte sur le second opus, où l’intrigue finale sera dévoilée.
Adol finit sa course dans les cieux pour affronter directement les démons d’Ys…

## Liste des épisodes
- Ys I: Ancient Ys Vanished sur PC-88, MSX 2, PC-Engine (CD-ROM²), Master System, Famicom, PC, PlayStation 2, PlayStation Portable et Nintendo DS.
- Ys II: Ancient Ys Vanished - The Final Chapter, sur PC-88, MSX 2, PC-Engine (CD-ROM²), Famicom, PC, PlayStation 2, PlayStation Portable et Nintendo DS.
- Ys III: Wanderers from Ys sur PC-88, PC-98, MSX 2, X68000, PC-Engine (CD-ROM²), Super Famicom, Famicom, Mega Drive et PlayStation 2.
- Ys IV: Mask of the Sun sur SFC et Ys IV: The Dawn of Ys sur PC-Engine (Super CD-ROM²). Refait pour la PS2 sous le nom A new Theory par la compagnie Taito, responsable aussi du remake de Wanderers From Ys sur la même machine.
- Ys V: Lost Kefin, Kingdom of Sand sur SFC.
- Ys: The Ark of Napishtim sur PC, PlayStation 2 et PSP. Traduit en français
- Ys: The Oath in Felghana sur PC, PSP et Nintendo Switch (remake de Wanderers From Ys avec une version améliorée du moteur graphique de Ys VI, à ne pas confondre avec le remake PlayStation 2 de Taito).
- Ys Origin sur PC (préquelle de cette série l'histoire se passe 700 ans avant Ys I). Le jeu est sorti sur PlayStation 4 et PlayStation Vita en 2017, puis sur Nintendo Switch en 2020. Traduit en français sur consoles par DotEmu.
- Ys Seven sur PlayStation Portable.
- Ys Online: The Call of Solum sur PC.
- Ys: Memories of Celceta sur PlayStation Vita et PlayStation 4 et plus tard sur PC.
- Ys VIII: Lacrimosa of Dana sur PlayStation Vita, PlayStation 4, PC et plus tard sur Nintendo Switch et PlayStation 5. Traduit en français par NISA.
- Ys IX: Monstrum Nox sur PlayStation 4, PC et Nintendo Switch. Traduit en français par NISA en 2021.
- Ys X: Nordics sur PlayStation 4, PlayStation 5, Nintendo Switch et PC, puis sur Nintendo Switch 2.

Les versions PC Engine et PlayStation 2 de Ys I et Ys II sont groupées. Celle de la PlayStation 2 est une compilation des Eternal Story sortis sur PC. + Sur Android avec une traduction française faite par DotEmu
En dehors de la série principale est sorti Ys Strategy, un jeu de stratégie en temps réel sur Nintendo DS.

## Adaptation animée
Il existe deux séries d’OAV reprenant l’intrigue des deux premiers épisodes du jeu. La première a été produite entre 1989 et 1991 et compte 7 épisodes, tandis que la seconde date de 1992-1993 et compte 4 épisodes.
Une troisième série d’OAV a été annoncée à l’occasion de la fusion entre Marvelous Entertainment et Nihon Falcom. Prévue initialement pour fin 2006, celle-ci n'est jamais sortie.